# Núbia

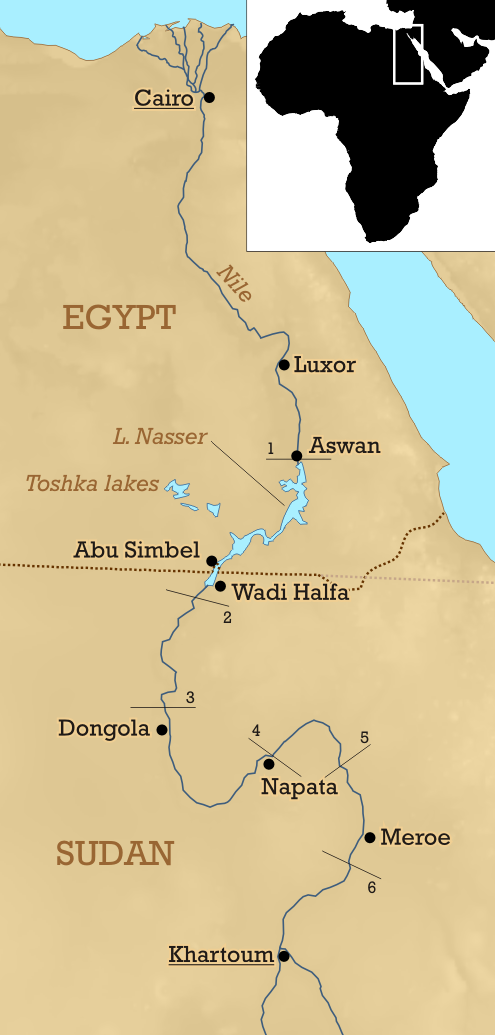
Núbia a mai Egyiptom és Szudán között. A történelmi Alsó-Núbia az 1. és 2. vízesés között (a képen számokkal jelezve), Felső-Núbia a 2. és 6. vízesés között feküdt

Núbia pontos határokkal nem körülírható, történelmi terület Észak-Afrika keleti részén. A történelmi földrajzi egység ma két állam területén fekszik. Egyiptom déli, és Szudán északi határvidékén.

## Földrajza

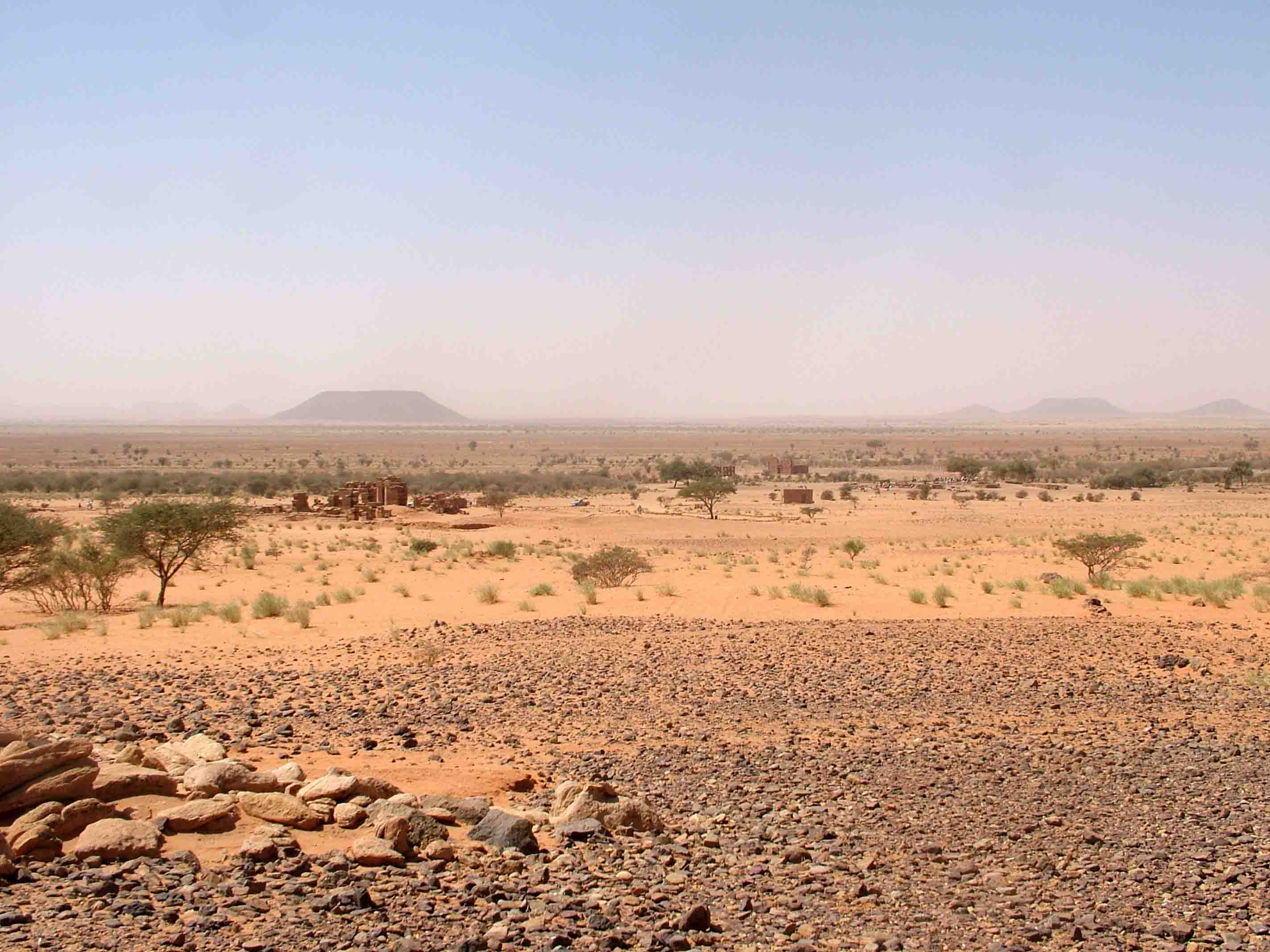
Butána füves pusztasága Naqánál, előtérben a meroitikus templomok romjaival

Núbia Asszuántól délre, hozzávetőlegesen a Kék- és a Fehér-Nílus találkozási pontjáig terjed. Keleten a Vörös-tenger, nyugaton a Szahara határolja.
Egyes értelmezések szerint Núbia csak a Nílus-partot és Nílus és az Atbara folyó közötti Butanát foglalja magában, és nem tartozik hozzá a Nílustól keletre fekvő Núbiai-sivatag.
Déli része, Butána vidéke szavannával borított, a többi – a Nílus termékeny völgyét kivéve – sivatagos. Núbia éghajlata trópusi sivatagi és szavanna éghajlat. Ma a terület legnagyobb része Szudán területére esik, de északi vidékeinek egy része Egyiptomhoz tartozik.
Történeti munkákban előfordul az Alsó- és Felső-Núbia kifejezés. Alsó-Núbia alatt a Nílus 1. és 2. kataraktája közötti terület értendő, Felső-Núbia az ettől délre fekvő terület.
A terület elnevezése az ókori egyiptomi nyelvből ered. A nub, vagy nebu szó aranyat jelent, mivel a középbirodalom óta itt működtek Egyiptom aranybányái.

## Története
Núbia évezredeken keresztül folyamatos kulturális és politikai kapcsolatban állt Egyiptommal. Egyiptom fáraói több alkalommal kiterjesztették uralmukat a terület északi részére. Núbia területén több magasan fejlett bennszülött királyság alakult ki az ókorban, például a Kerma Királyság és a Kusita Királyság, ez utóbbin belül a Napata királyság és utódállama, a Meroitikus Királyság.

### A paleolitikum (i. e. 500000 – 8000)
A Nílus völgye a múltban mindig is természetes ökológiai folyosót, útvonalat jelentett Afrika központi területeitől észak felé, különösen a száraz klímaperiódusok idején. Bár a Nílus vízhozam-változásai sok egykori település nyomait eltüntethették, a terület – a folyamparti zóna és az ehhez közvetlenül kapcsolódó vidék – az írott források és a régészeti adatok tanúsága szerint alapvető emberi életteret jelentett már a történelem előtti időkben is.
A legkorábbi emberi megtelepedés nyomai a Nílus-teraszok változásai, valamint a sivatagi erózió nyomán gyakran felszínre kerültek, az így előkerült pattintott kőszerszámok azonban ritkán maradtak eredeti helyzetben. Az alsó paleolitikum időszakából (500 000–100 000 éve) főként a szakócák különböző változatai maradtak fenn. Az őskőkor középső szakasza (80 000–35 000) az ún. Levallois-szilánktechnológiával
jellemezhető, melynek alkalmazásával sokféle szerszámot, kaparókat, lándzsahegyeket is készítettek. Az egykori vadászok településeinek nyomai gyakran a sivatagi tanúhegyek tetején kerültek elő.
A felső paleolitikum során a megelőző korszak eszközfajtáinak helyét egyre inkább a pengeeszközök vették át. A térségben előkerült legrégebbi temetők ebből az időszakból maradtak fenn.

### A mezolitikum és az első neolitikus kultúrák (i. e. 8000 – 2500)
Az őskőkor végső szakaszának jellegzetes
eszközei, a geometrikus mikroeszközök – háromszögletű, vagy félhold alakú pengék, kis méretű
nyílhegyek – mellett az ún. „Kartúm-mezolitikum” (i. e. 8000 körül) néven elkülönített régészeti kultúra már a termelő gazdálkodás felé tartó fejlődés korai példája: megjelentek a háziasított juh- és kecskefélék, emellett a halászat is kiemelt szerepet játszott. Az anyagi kultúrában a kerámia elterjedése jelentett alapvető változást.
Az újkőkorszak idején a társadalom fokozatos a differenciálódására utalnak a nagy sírszámú
temetőkben tapasztalható különbségek. Először láthatók olyan tárgycsoportok (például elefántcsont ékszerek, a Vörös-tengerből származó kagylók stb.), melyek kifejezetten luxusigény meglétére utalnak. A települések, melyek főként az egykori Nílus-parton helyezkedtek el, hosszú ideig lakottak voltak.
Az i. e. 3500–2700 közötti időszakban létezett pre-Kerma-kultúra talán már a legkorábbi felső-núbiai királyság emléke lehet. A korszak nagyméretű, kerek alaprajzú házakból álló települését Kerma mellett tárták fel. A leletanyag kapcsolatot mutat Alsó-Núbiával, egyiptomi hatásnak nincs nyoma, bizonyos egyiptomi lelőhelyeken jelen lévő tárgyak viszont erről a területről származhatnak.
Alsó-Núbiában ugyanebben az időszakban jelent meg az úgynevezett A csoport, amely magasan fejlett kultúrája, folyamatos kereskedelmi kapcsolatban állt a predinasztikus kori Egyiptommal. Az i. e. 3. évezred elején az egyiptomi archaikus kor és óbirodalom uralkodói hódító hadjáratokkal terjesztették ki uralmukat Alsó-Núbiára. A hadjáratok után évszázadokig csak minimális bennszülött régészeti anyag ismert erről a területről, amely valószínűleg drasztikus népességcsökkenésre utal.

### Azi. e. 2. évezredkultúrái

#### Kerma-kor (i. e. 2500 k. – 1550 k.)

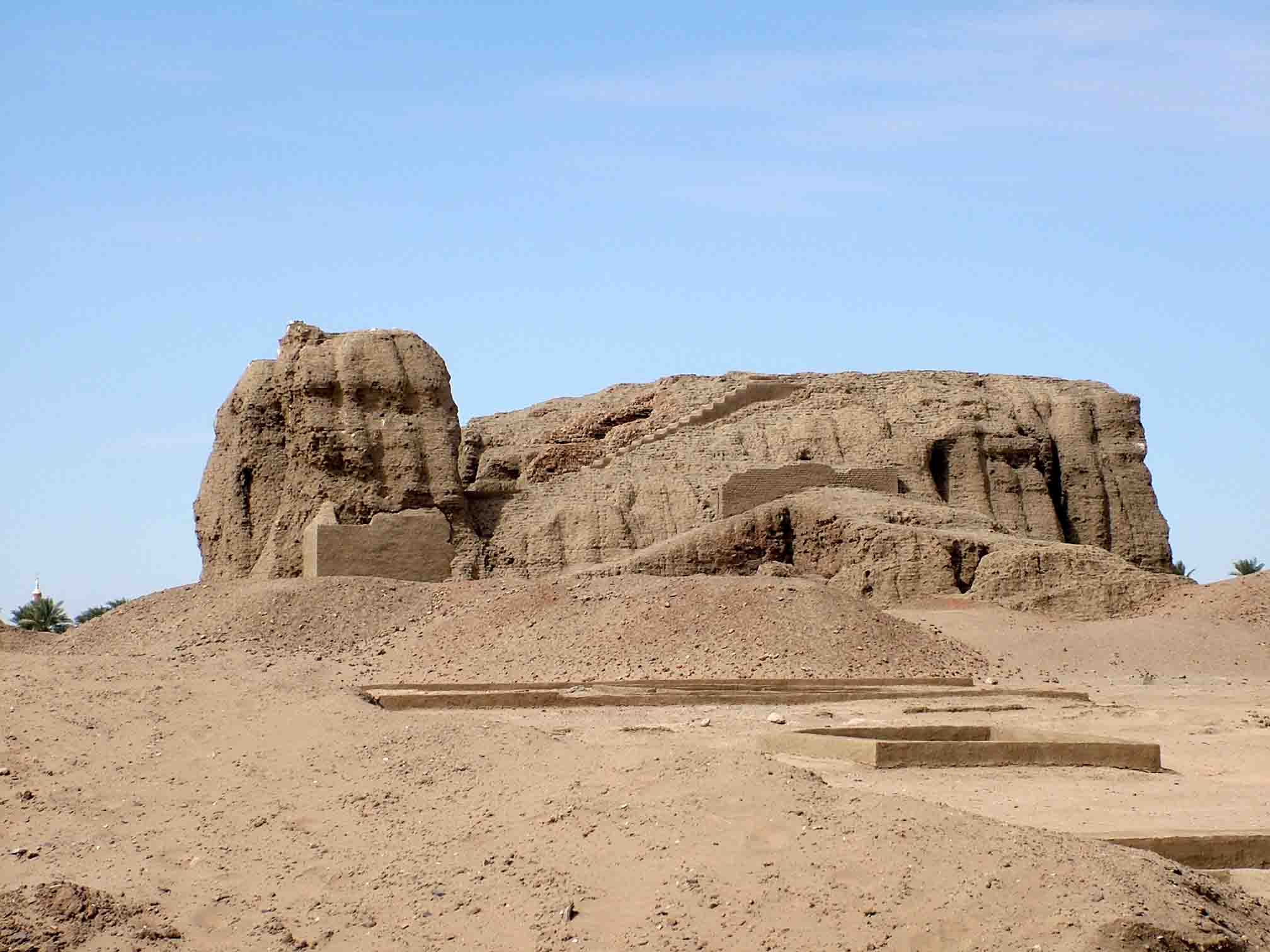
Kerma városának központi temploma, az úgynevezett nyugati deffufa

Az egyiptomi Óbirodalommal egy időben, i. e. 2500 körül, a 3. katarakta környékén egy új bennszülött királyság jött létre. A fővárosáról elnevezett Kerma királyság az időnkénti háborúktól eltekintve folyamatos kereskedelmi kapcsolatban állt a szomszédos Egyiptommal. Kerma királyai uralták a Belső-Afrikából a Földközi-tenger felé irányuló luxuscikkek: elefántcsont, különleges fafajták, állatbőrök, drágakövek, fűszer- és gyógynövények kereskedelmét. A 3. kataraktánál fekvő fővárosban, az i. e. 2. évezred elején központi műhelyek gyártották a vékony falú, fényezett felületű kerámiát, elefántcsont-faragványokat és egyéb kézműves luxustermékeket. Kermában a királyság utolsó időszakában az uralkodókat óriási pompával, gyakran több tucat, sőt egy alkalommal több mint háromszáz leölt kísérővel együtt temették el hatalmas sírdombjaikba.

#### Alsó-Núbia
Alsó-Núbiában az i. e. 2. évezred második felében új kulturális csoport, az úgynevezett C csoport népessége jelent meg. Ez a gazdag, valószínűleg elsősorban szarvasmarha-tenyésztéssel foglalkozó népesség kulturális kapcsolatban állt a kermai kultúrával. A egyiptomi Középbirodalom uralkodói az i. e. 19. században ismét kiterjesztették uralmukat Alsó-Núbiára és 2. katarakta vidékén hatalmas, téglából épült erődrendszert hoztak létre (Semma Kumma, Uronarti, Buhen) a Kerma Királyság elleni védekezésül. Az erődrendszer és Alsó-Núbia a Középbirodalom bukása után a Kerma Királyság befolyási övezetébe került.

### Egyiptomi hódítás (i. e. 1550 k. – 1070 k.)
Kerma virágzásának az újbirodalom fáraóinak hódítása vetett véget, akik i. e. 1550–től fokozatosan meghódították Núbiát, egészen az 5. katarakta vidékéig. Núbia a fáraók igazi kincsestárává vált, ahonnan évről évre hatalmas mennyiségű arany, drágakő és elefántcsont áramlott Egyiptomba. Az új tartományban domborművekkel és hieroglif feliratokkal díszített kőtemplomok épültek az egyiptomi istenek tiszteletére, de úgy tűnik, hogy – elsősorban a déli területeken – az ősi törzsi vezetők megtartották hatalmukat az egyiptomi hivatalnokok mellett. A núbiai harcosok is az egyiptomi hadsereg fontos részét alkották.

### AKusita Királyság

#### Az átmenet és aNapata-kor(i. e. 1070 k. – 270 k.)

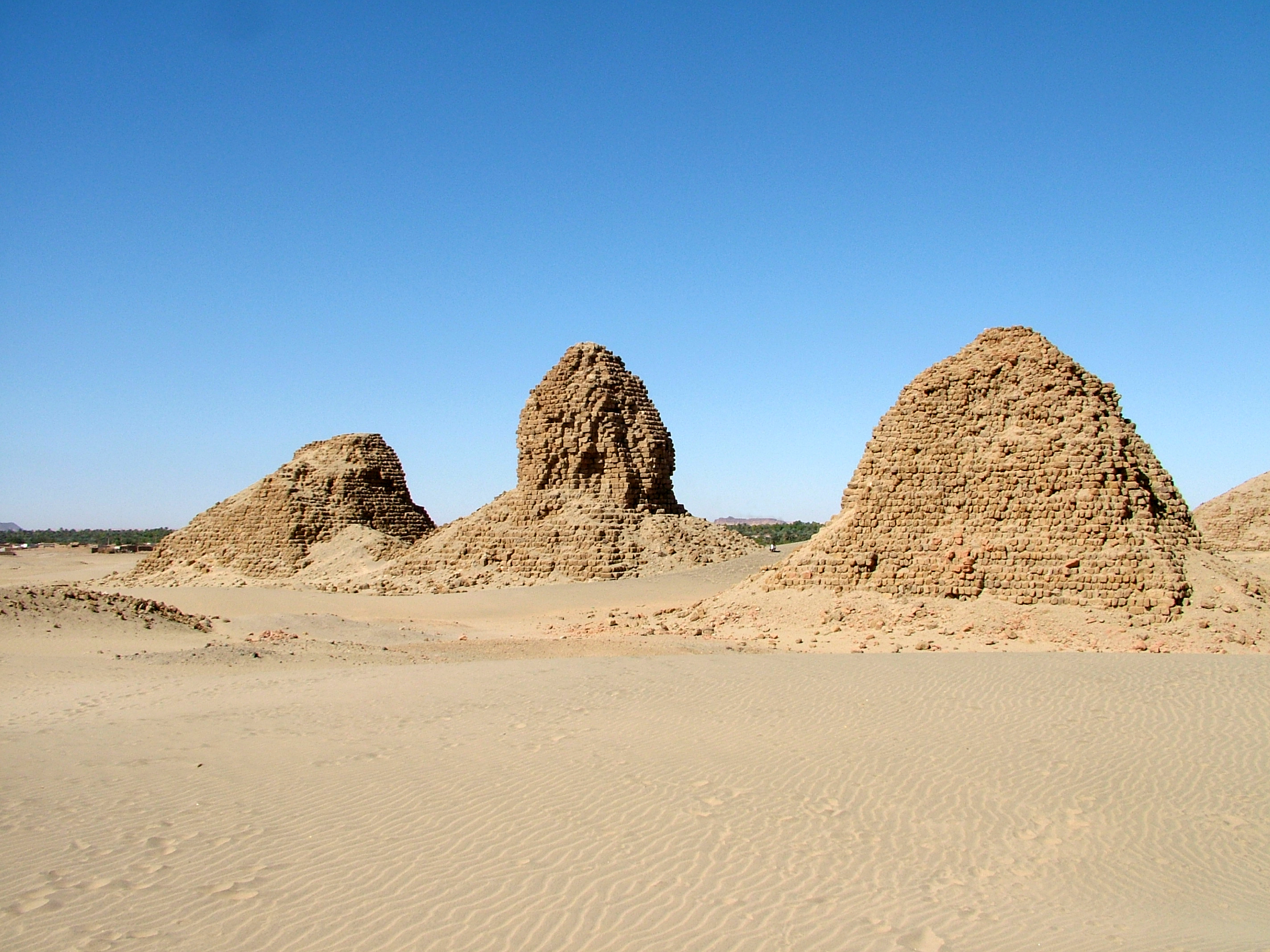
Napata-kori királyi piramisok Nuriban

Az Újbirodalom bukása után az egyiptomi neveltetésű helyi arisztokrácia ragadta magához a hatalmat, amelynek soraiból
Napata környékének uralkodói az i. e. 8. század első felére új, erős bennszülött királyságot hoztak létre. A Napata királyság uralkodói i. e. 743 körül kiterjesztették uralmukat Egyiptomra is, és mintegy 80 évig núbiai fáraók ültek Egyiptom trónján. Az észak–déli irányban több mint 1600 km kiterjedésű birodalom óriási gazdasági és kulturális fellendülés kora volt Núbia számára. A Nílus mentén minden jelentősebb városban kő- és agyagtégla templomok, királyi paloták és nagy kereskedelmi raktárak épültek. Az egyiptomi nyelvben jártas núbiai papság hieroglif feliratokban örökítette meg az uralkodók tetteit, ugyanakkor az egyiptomi és afrikai formák, hagyományok ötvözéséből lassan új, saját művészeti nyelv született. A kusita kultúra önálló jellege tovább erősödött, miután Napata uralkodóit az asszír seregek, majd a felemelkedő szaiszi uralkodók (XXVI. dinasztia) seregei i. e. 664 után fokozatosan kiszorították Egyiptomból. A XXV. dinasztia fáraói és utódaik, valamint a királyi család előkelői a 4. katarakta közelében található Napata környékén temetkeztek, festett, szent szövegekkel ellátott sírkamráik fölé piramisok épültek.

#### Meroitikus-kor (i. e. 270k. –350k.)

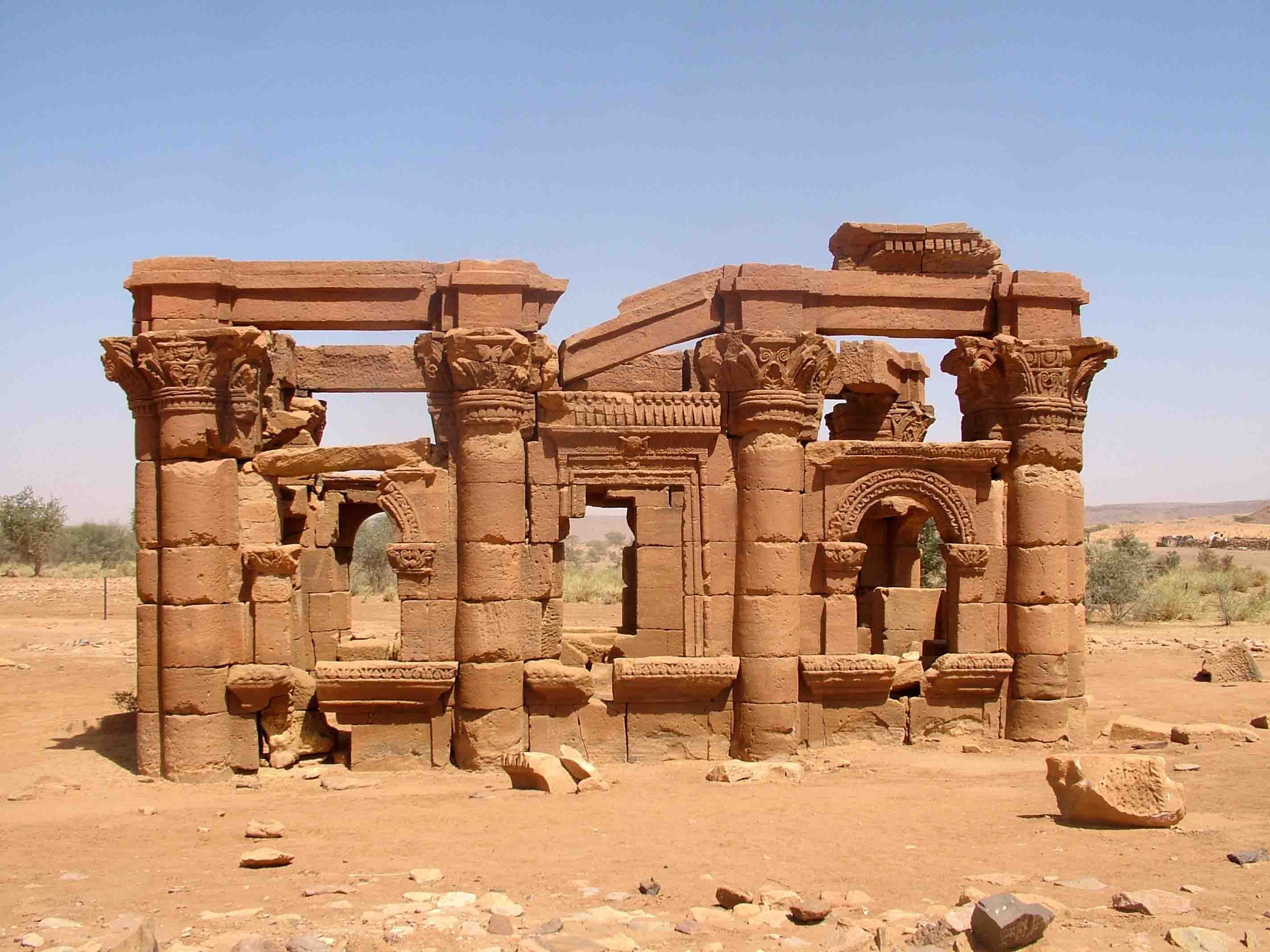
Meroitikus kori kioszk Naqában (1. század)

Jelenlegi ismereteink alapján a Napata Királyság hatalmi centruma az évszázadok folyamán egyre jobban dél felé, az 5. és 6. katarakta közötti szavannás terület irányába tolódott. A birodalom a 3. század első felében Meroitikus Királyság néven újult meg. A királyság legfontosabb hatalmi központja ekkor már a Kartúmtól északra található Meroé városa volt, ahová az uralkodók és családtagjaik is temetkeztek.
Meroé királyai felügyelték a belső-afrikai kereskedelmet, feliratokkal és reliefekkel díszített kőtemplomaik, palotáik és piramisaik nagy gazdagságról tanúskodnak. Meroé diplomáciai és kulturális kapcsolatban állt a mediterrán világgal és az Egyiptomot elfoglaló Római Birodalommal is. A meroitikus kultúra saját különleges formakincset és stílust hozott létre. A monumentális kőépítészet, a kerámiafestés és más művészeti ágak mellett fontos kulturális vívmány volt, hogy a meroéi írnokok az i. e. 2. században sajátos ábécén alapuló írásrendszert hoztak létre nyelvük leírására. A meroitikus írás fokozatosan átvette a korábbi egyiptomi nyelvű feliratok helyét.
A Meroitikus Királyság hanyatlása a 4. század elején kezdődött, ahogy az etiópiai Akszúmi Királyság felemelkedésével a középső Nílus-völgy fokozatosan elvesztette jelentőségét az afrikai kereskedelemben.
Alsó-Núbia a meroitikus kor idején többször cserélt gazdát. A terület egy része hosszabb-rövidebb ideig a hellenisztikus Egyiptomhoz és azt elfoglaló Római Birodalom határövezetéhez tartozott.

### Poszt-meroitikus kor és a korai középkor (350k. –14. század)

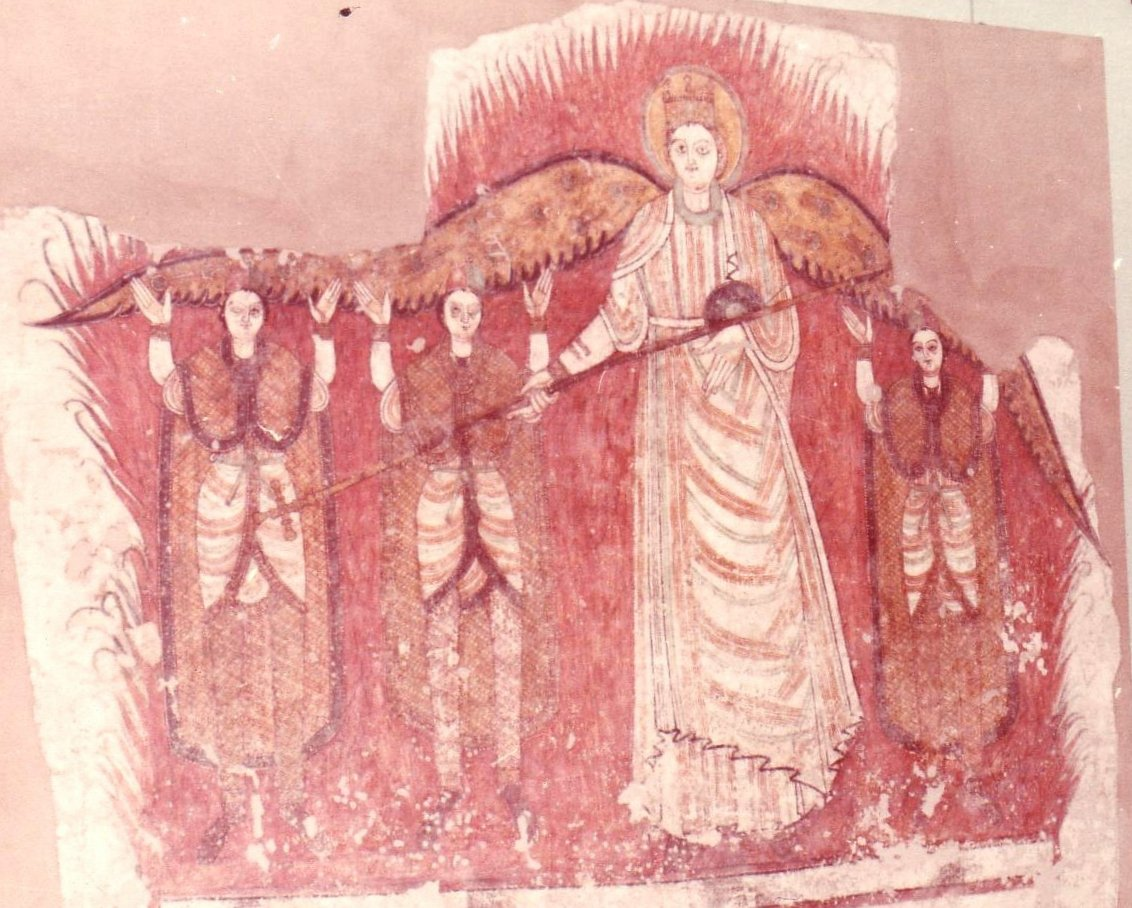
Keresztény falfreskó a farasi katedrálisból, Dániel próféta történetének ábrázolásával (Kartúmi Nemzeti Múzeum)

A Meroitikus Királyság hanyatlásában minden bizonnyal nagy szerepet játszottak azok az új népcsoportok is, amelyek a délről induló népvándorlások során érkeztek Núbiába, illetve Núbiai-sivatagból kiinduló támadásokkal veszélyeztették a Nílus-völgy lakosságát (noba, blemmi csoportok ). Ezek a barbár törzsek a 4. századtól új királyságokat alapítottak a Meroitikus Birodalom romjain. Az új királyok a Bizáncból és Egyiptomból érkező hittérítők
hatására a 6. században keresztény hitre tértek, és számos kolostort alapítottak.
A núbiai templomok falán ránk maradt gyönyörű falfestmények a korszak művészeinek páratlan tehetségét dicsérik. Núbia területén északról dél felé haladva három királyság jött létre: Nobadia, Makuria és Alodia (Alwa). Nobadia az 1. és 3. katarakta között jött létre, legfontosabb városa Faras volt. Nobadia a 7. század végén egyesült a Makuriával. Makuria a 3. kataraktától délre helyezkedett el, fővárosa Old Dongola volt. Alwa királyai uralták Butánát és az ettől délre fekvő területeket, fővárosuk Soba volt.
A keresztény királyságok lakói egészen a 14. századig megtartották vallásukat, amikorra a lakosok nagy része iszlám követője lett. A magaslatokon épült hatalmas erődök a középkori keresztény királyságok, majd a muszlim kor politikai bizonytalanságaira utalnak.

### Muszlim kor és a modern Núbia (15–20. század)
Egyiptom muszlim uralkodói már 9-10. századtól kezdve fokozatosan egyre délebbre terjesztették ki befolyási övezetüket Alsó-Núbiában. Ezzel párhuzamosan fokozódott a déli területek iszlamizációja is.
A 14. században a Dongola központú Makuria királyság összeomlott, közel ebben az időben az Alwa királyság is felbomlott a déli területeken. Észak-Núbiában, az erős egyiptomi dominancia mellett kisebb fejedelemségek jöttek létre, délen viszont a Funj etnikum által dominált, fővárosáról elnevezett Sennari Királyság jött létre. A „Fekete Kalifátus” uralkodói a 16. században muszlim hitre tértek.
1821-ben Egyiptom török reformer pasája, Muhammad Ali elfoglalta egész Núbiát. Miután a 19. század folyamán Egyiptom brit befolyás alá került, Núbiában is London gyakorolta a vezető szerepet mindaddig, amíg az 1880-as években a magát Mahdinak (Messiásnak) nevező Muhammad ibn Abdalla nevű vallási vezetővel az élén felkelés nem tört ki. Kartúm 1885-ös ostrománál meghalt az angol Gordon tábornok. A lázadást végül Lord Kitchener vezetésével angol-egyiptomi-indiai csapatok verték le 1898-ban.
Szudán és Núbia angol-egyiptomi kondomínium maradt egészen Szudán 1956-os függetlenségéig.

### Núbia magyar vonatkozásai

#### AMagyarabok
Alsó-Núbiában Vádi Halfa környékén a 16. században (más vélemények szerint a 18. században), eredetmondájuk szerint magyar származású katonákat telepíttetett le az oszmán kormányzat. Az ő utódjaik a Magyarabok, akiket az Asszuáni-gát építése után Asszuán és Új Halfa környékére telepítettek át.

#### Magyarrégészetikutatások Núbiában
Az Asszuáni-gát építésékor folytatott nemzetközi régészeti kutatásokba magyar kutatók is részt vettek 1964.-ben. A Szépművészeti Múzeum és Magyar Tudományos Akadémia Régészeti Intézete közös expedícióját Castiglione László vezette. Núbia egyiptomi részén folytatott feltárások során egy középkori város Abdallah Nirqi maradványait és temetőjét tárták fel a régészek. A megmentett núbiai leletek egy része Magyarországra került és ma a Szépművészeti Múzeumban található.
Az 1990-es években egy új gát építését kezdte meg a szudáni kormány a Níluson. A Merowe-gát a Nílus 4. kataraktájánál épül. A gát építése előtti nemzetközi leletmentésekben szintén részt vett magyarok. A Magyar Merowe-gát Régészeti Projekt kutatói 2006-ban és 2007-ben két szezonban dolgoztak a területen.